# Bassfishing
Con il termine inglese bassfishing si indica una tecnica di pesca sportiva, effettuata con il solo uso di esche artificiali, sia rigide che in gomma, praticata per insidiare il persico trota, che in inglese è chiamato appunto black bass. 

## Storia
Negli Stati Uniti, il persico trota è stato insidiato con esche artificiali già a partire dalla fine del XIX secolo. Tuttavia, fino agli anni '60 del secolo scorso, era soprattutto la trota a ricevere il maggior interesse da parte dei pescatori sportivi d'oltreoceano. Dal 1967 in poi, però, tutto ha cominciato a cambiare: Ray Scott, un commerciante d'auto, fonda la B.A.S.S. (Bass Anglers Sportsman Society) e organizza i primi "tournament" di bassfishing, che si svolgono dalla barca e che sono espressamente dedicati alla pesca del persico trota con esche naturali. Da questo momento l'ascesa del bassfishing è inarrestabile, facendo nascere tra l'altro una vera e propria industria dedicata, dalla produzione di imbarcazioni specifiche (le cosiddette Bass Boat) a quella dei vari componenti dell'attrezzatura: canne, mulinelli, fili, esche, ecoscandagli, motori elettrici, e così via.

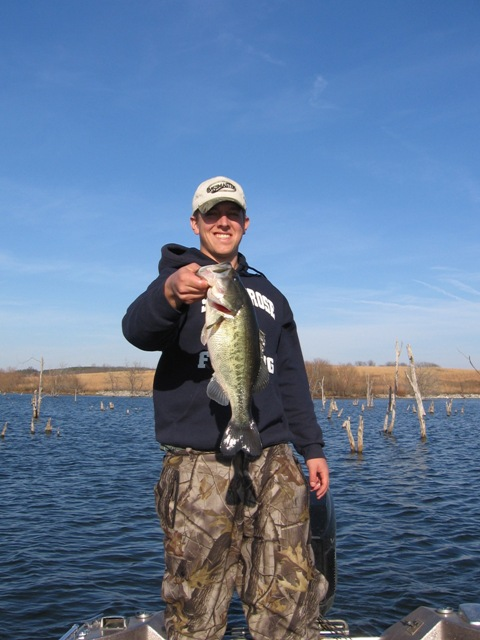
M. salmoides catturato da un pescatore in Iowa

Una grande rivoluzione nell'attrezzatura consiste nella comparsa, relativamente recente, delle cosiddette soft baits, ovvero esche in gomma, che dal punto di vista tecnico hanno permesso di pescare in posti (o "spot" come si dice nel gergo del bassfishing) altrimenti irraggiungibili con le classiche esche dotate di ancorette quali hardbait e cucchiaini rotanti e ondulanti. Il segreto delle esche in gomma sta tutto nel metodo di innesco. Infatti la gomma viene innescata su ami detti offset, letteralmente: "fuori asse", che sono dotati, prima dell'occhiello, di una curva, in cui l'esca si incastra perfettamente ed è così capace di resistere anche agli attacchi più aggressivi effettuati negli spot più intricati. Dopo aver posizionato la gomma sotto l'occhiello, si deve bloccare definitivamente la gomma nella punta dell'amo. A seconda del tipo di spot in cui si intende pescare, si può scegliere se lasciare la punta fuori dall'esca, nasconderla interamente all'interno di essa, o farla entrare e farla fuoriuscire di nuovo. Ovviamente, il primo metodo sarà utilizzato in presenza di acque libere da ostacoli, mentre gli altri due in presenza delle cosiddette cover (nel gergo del bassfishing, per "cover" si intende un qualsiasi genere di ostacolo che può fornire un riparo o una zona di caccia al pesce, come ad esempio alghe come castagnole d'acqua, praterie di ninfee, tronchi, massi sommersi, scalini creati dalla conformazione del fondo, ecc).
Oggi questa tecnica di pesca è considerata uno sport a tutti gli effetti, tanto che esistono in tutto il mondo diversi tornei di bassfishing, alcuni dei quali anche molto prestigiosi e con premi da capogiro (nel bassmaster classic, che si svolge negli Stati Uniti d'America, il primo premio ammonta a diverse centinaia di migliaia di dollari).
Il bassfishing può essere praticato sia da riva, che da natante, dotato di motore elettrico, a scoppio, o nel caso delle bassboat, da entrambi. Lo scopo di possedere sia un motore elettrico che uno a scoppio è facilmente intuibile: pescando in laghi di grandi dimensioni, il motore a scoppio consente spostamenti veloci, mentre il motore elettrico (che spesso è di tipo dotato di pedale, detto feet control) permette di avvicinarsi agli spot lentamente e in modo discreto, senza spaventare il pesce e smuovere tanta acqua. 
In tempi recenti sta prendendo molto piede tra gli appassionati anche il famoso belly boat, che in italiano viene chiamato "ciambella" o "pancia galleggiante" se si traduce letteralmente. Non è altro che una sorta di poltrona, che ai lati è dotata di due camere d'aria, mentre fra queste ultime si trova la seduta dove il pescatore si posiziona per pescare. Le camere d'aria si trovano all'interno di spessi e resistenti rivestimenti in cordatura, spesso da 400 on 600 Danari (Dn). Ne esistono fondamentalmente di 3 tipi: v-shape, u-shape e r-shape. Con i nomi si indica la forma, rispettivamente a v (è il belly boat maggiormente apprezzato e con le migliori doti di manovrabilità, comodità della seduta e idrodinamicità), a u e rotonda (quest'ultimo è diventato ormai obsoleto dopo la comparsa dei u e v-shape). Sono dotati di capienti tasche dove poter riporre l'attrezzatura e possono essere modificati con l'aggiunta di porta canne e grossi recipienti, posizionati lateralmente, che consentono di portare con sé una maggiore quantità di attrezzatura. Il mezzo propulsivo del belly boat sono un paio di pinne, che vengono indossate dal pescatore. Spesso il pescatore indossa un paio di waders, un indumento simile a un pantalone ma impermeabile, capace di trattenere il calore e dotato di due stivali che consentono di camminare senza pinne una volta fuori dall'acqua.
Per insidiare questa specie vengono utilizzate canne da pesca per lo più monopezzo con una lunghezza intorno ai 7' (2m) sia da spinning (mulinello classico con bobina fissa) che da casting (mulinello a bobina rotante) quest'ultimo utilizzato per pesche gravose come crankbait, swimbait, jig, spinnerbait o comunque tutte quelle esche che facendo un grande volume in acqua hanno un recupero più pesante da gestire, quasi impossibile con un mulinello appunto da spinning che invece viene utilizzato per le tecniche "finesse" ovvero il solo utilizzo di piccole esche il più delle volte spiombate o comunque con grammature relativamente leggere.

## Black bass
Tutti i black bass sono noti come forti combattenti e vengono pescati a scopo ricreativo. A seconda delle specie e di vari altri fattori come la qualità dell'acqua e la disponibilità di cibo, il black bass può essere trovato in laghi, bacini artificiali, stagni, fiumi, torrenti, insenature e persino fossati lungo le strade.

## Galleria d'immagini

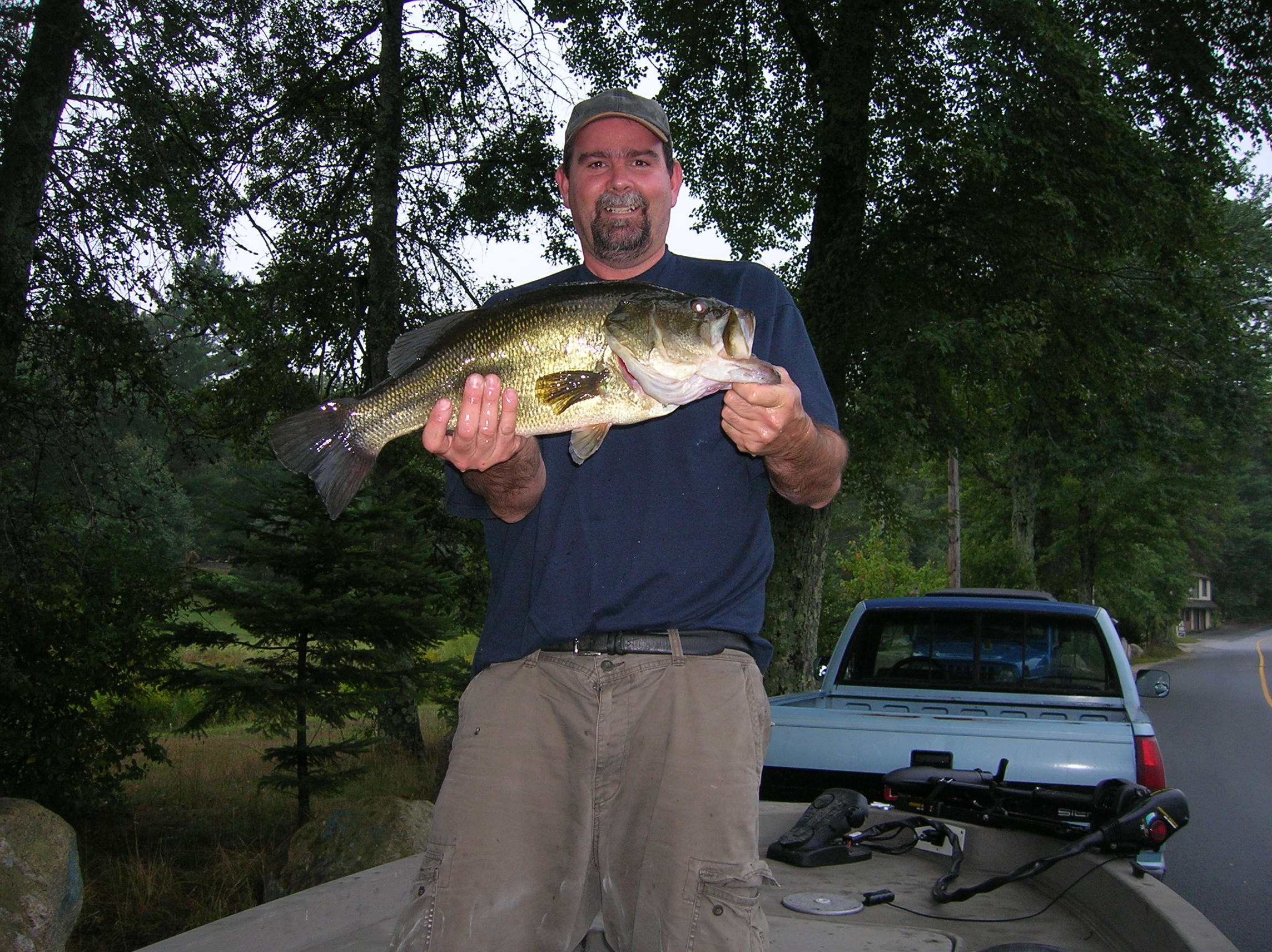
M. salmoides (spigola grossa) catturato da un pescatore nel Connecticut
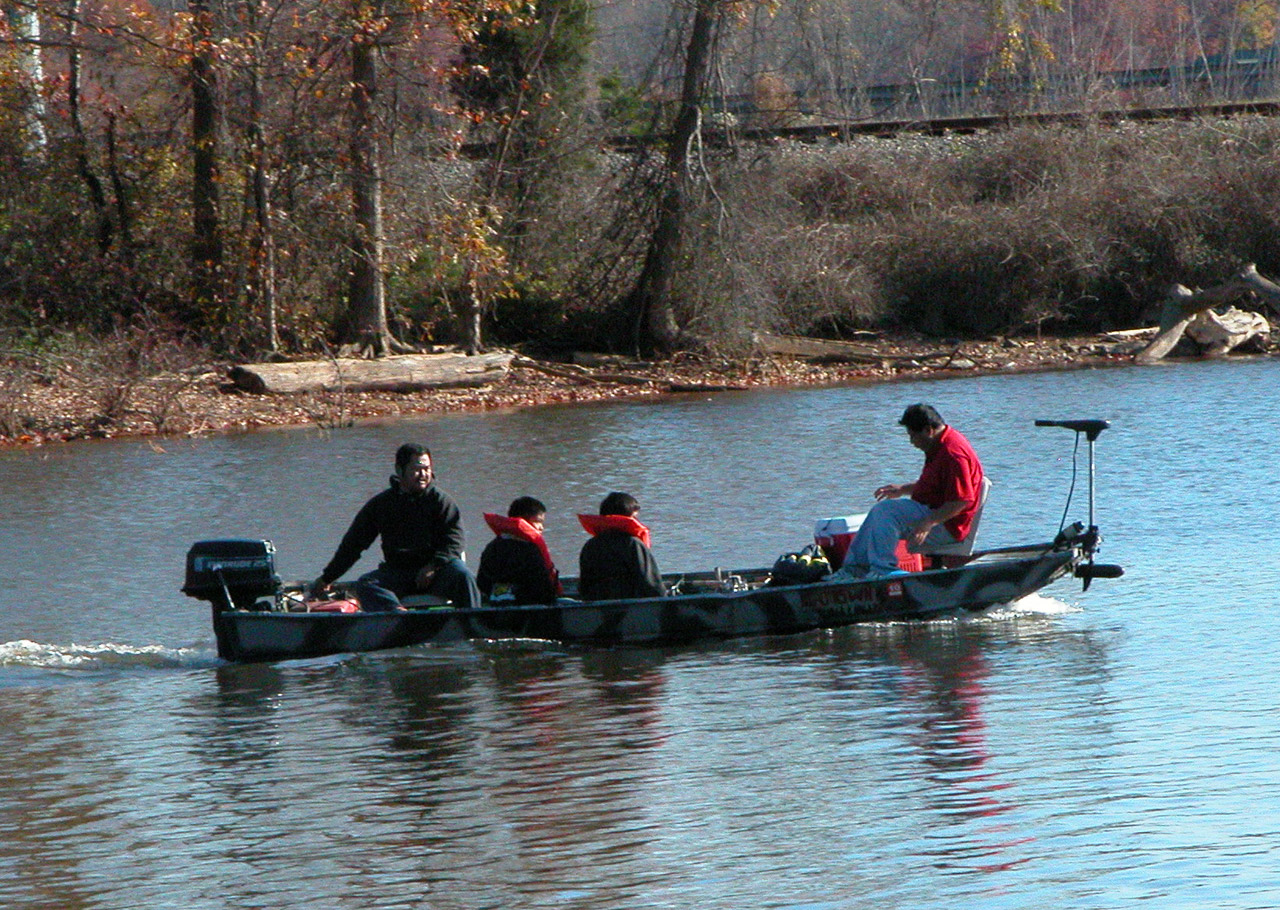
Tipico bass boat in alluminio con motore a gas e motore elettrico per pesca alla traina
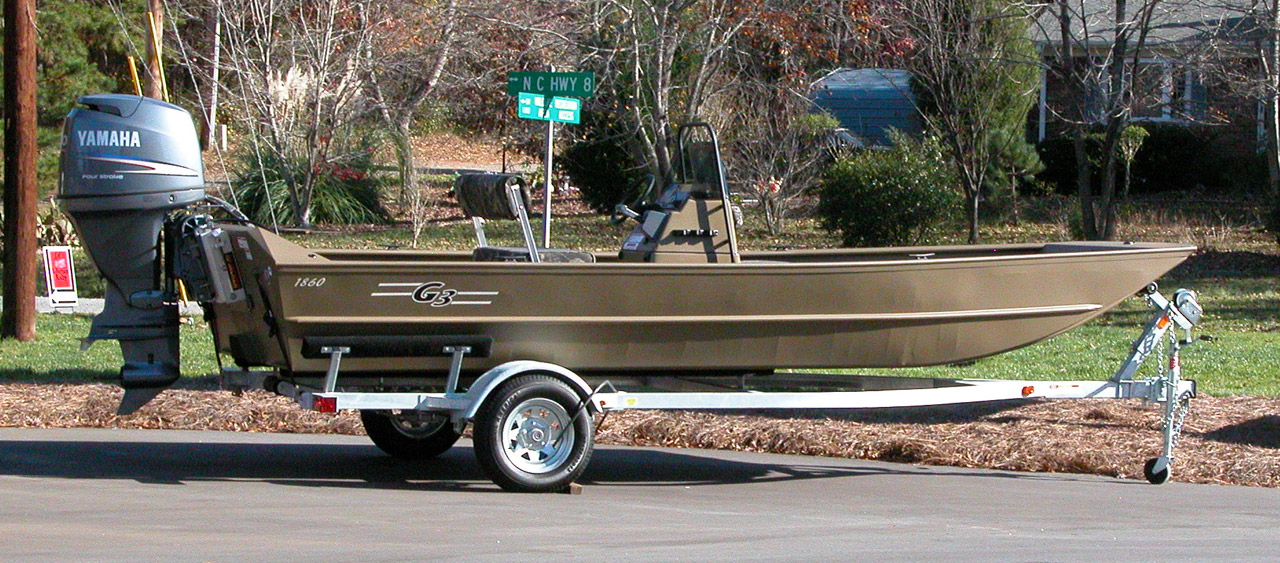
Bass boat in alluminio